# NGC 4362
NGC 4362 (również NGC 4364 lub PGC 40350) – galaktyka spiralna (S?), znajdująca się w gwiazdozbiorze Wielkiej Niedźwiedzicy.
Odkrył ją William Herschel 17 kwietnia 1789 roku. Tamtej nocy skatalogował łącznie trzy obiekty, lecz obecnie uważa się, że widział tylko dwa, gdyż trzecia z galaktyk w tym rejonie jest zbyt słabo widoczna, by mógł ją dostrzec przez swój teleskop (późniejsi XIX-wieczni obserwatorzy widzieli tylko dwa obiekty). Oznacza to, że jedną z tych dwóch galaktyk skatalogował dwukrotnie. John Dreyer umieścił w New General Catalogue wszystkie trzy obiekty odnotowane przez Herschela, stąd galaktyka ta jest tam również skatalogowana dwukrotnie – jako NGC 4362 i NGC 4364. Druga z galaktyk obserwowanych przez Herschela tamtej nocy to NGC 4358. W wielu źródłach numery NGC tych galaktyk są pomieszane, a oznaczenie NGC 4358 błędnie przypisuje się trzeciej, najsłabszej z tych galaktyk.